# Шишкіно (Таруський район)
Шишкіно (рос. Шишкино) — присілок в Таруському районі Калузької області Російської Федерації.
Населення становить 13 осіб. Входить до складу муніципального утворення Присілок Алекино.

## Історія
Від 2004 року входить до складу муніципального утворення Присілок Алекино

## Населення
| 2002 | 2010 |
| ---- | ---- |
| 26   | ↘13  |